# Notholimnophila exclusa
Notholimnophila exclusa là một loài ruồi trong họ Limoniidae. Chúng phân bố ở miền Australasia.